# Aruáshi
Aruáshi (Aruaxi, Aruáxi, Aruachi, Aruasi), jedno od plemena iz tropske kišne šume u zapadnobrazilskoj državi Rondônia uz rijeku Guapore. 
Govore ili su govorili dijalektom jezika Indijanaca Aruá koji pripada porodici Mondé.

## Vanjske poveznice
- Vocabulário da língua aruaxi